# Reninus turritus
Reninus turritus är en skalbaggsart som beskrevs av Lewis 1902. Reninus turritus ingår i släktet Reninus och familjen stumpbaggar. Inga underarter finns listade i Catalogue of Life.